# Premio Nobel de Química
El Premio Nobel de Química ha sido entregado desde 1901 por la Real Academia de las Ciencias de Suecia. 160 científicos han sido laureados con este premio hasta 2018. En la actualidad (2023) está dotado con 10 millones de coronas suecas (1.5 millones de dólares). Frederick Sanger lo recibió en dos ocasiones: en 1958 y en 1980.